# روبرت كورنثويت (ممثل)
روبرت كورنثويت (بالإنجليزية: Robert Cornthwaite)‏ مواليد 28 أبريل 1917 في سانت هيلين، الولايات المتحدة - الوفاة 20 يوليو 2006 في لوس أنجلوس، كاليفورنيا، الولايات المتحدة، هو ممثل أمريكي بدأ مسيرته الفنية سنة 1950. امتدت مسيرته الفنية لأكثر من 55 عاما. درس في جامعة كاليفورنيا الجنوبية. من أعماله محطة يونيون.

## روابط خارجية
- روبرت كورنثويت على موقع IMDb (الإنجليزية)
- روبرت كورنثويت على موقع ألو سيني (الفرنسية)
- روبرت كورنثويت على موقع أول موفي (الإنجليزية)
- روبرت كورنثويت على موقع قاعدة بيانات الأفلام السويدية (السويدية)
- روبرت كورنثويت على موقع قاعدة بيانات الفيلم (الإنجليزية)
- روبرت كورنثويت على موقع كينوبويسك (الروسية)